# Malaysias MotoGP 2005
Malaysias MotoGP 2005 kördes den 25 september på Sepang International Circuit.

## MotoGP
Loris Capirossi tog hem sin andra raka seger, medan Valentino Rossi säkrade sin femte raka VM-titel.

### Slutresultat
| Plats | Förare            | Märke     | Grid | Kvaltid  |
| ----- | ----------------- | --------- | ---- | -------- |
| 1     | Loris Capirossi   | Ducati    | 1    | 2.01,731 |
| 2     | Valentino Rossi   | Yamaha    | 7    | 2.02,412 |
| 3     | Carlos Checa      | Ducati    | 8    | 2.02,419 |
| 4     | Nicky Hayden      | Honda     | 6    | 2.02,377 |
| 5     | Marco Melandri    | Honda     | 9    | 2.02,660 |
| 6     | Max Biaggi        | Honda     | 12   | 2.03,210 |
| 7     | Kenny Roberts Jr. | Proton KR | 5    | 2.02,315 |
| 8     | Alex Barros       | Honda     | 11   | 2.03,013 |
| 9     | John Hopkins      | Suzuki    | 3    | 2.02,017 |
| 10    | Colin Edwards     | Yamaha    | 10   | 2.02,805 |
| 11    | Toni Elías        | Yamaha    | 14   | 2.03,397 |
| 12    | Makoto Tamada     | Honda     | 15   | 2.03,974 |
| 13    | Roberto Rolfo     | Ducati    | 17   | 2.05,092 |
| 14    | Shane Byrne       | Honda     | 18   | 2.06,493 |
| 15    | Rubén Xaus        | Yamaha    | 16   | 2.04,010 |
| 16    | Franco Battaini   | Blata     | 19   | 2.07,492 |
| 17    | James Ellison     | Blata     | 20   | 2.08,352 |
| 18    | Olivier Jacque    | Kawasaki  | 13   | 2.03,364 |
| 19    | Shinya Nakano     | Kawasaki  | 4    | 2.02,178 |
| 20    | Sete Gibernau     | Honda     | 2    | 2.01,867 |